# Grupo Financiero Valores
Grupo Financiero Valores S.A., ehemals Mercado de Valores de Buenos Aires SA (Merval), ist ein argentinisches Unternehmen mit  Sitz in Buenos Aires, das Finanz- und Investitionstätigkeiten ausübt. Das Unternehmen ist in zwei Segmenten tätig: Investitionstätigkeit und Bankgeschäft, die die Aktivitäten der Banco de Valores S.A., der Tochtergesellschaft des Unternehmens, umfassen. Die Banco de Valores S.A. fungiert als Treuhänder und Treuhänder für kollektive Anlagen wie Trusts und Investmentfonds, als Emittent von Unternehmens- und Staatspapieren, einschließlich Aktien und Schuldtiteln, und als Zeichner von Börsengängen (IPOs) am argentinischen Kapitalmarkt. Zu den Tochterunternehmen des Unternehmens gehört auch  Mercado de Futuros und Opciones S.A., die auf die Vermittlung von Terminkontrakten und Optionen spezialisiert sind.
Das Unternehmen ist an der Bolsa de Comercio de Buenos Aires  (Börse von Buenos Aires) notiert und  Teil des Aktienindexes MERVAL, des wichtigsten Börsenindikators in Argentinien.